# Corbu Vechi
Corbu Vechi – wieś w Rumunii, w okręgu Braiła, w gminie Măxineni. W 2011 roku liczyła 306 mieszkańców.